# Elizabeth Wyn Wood

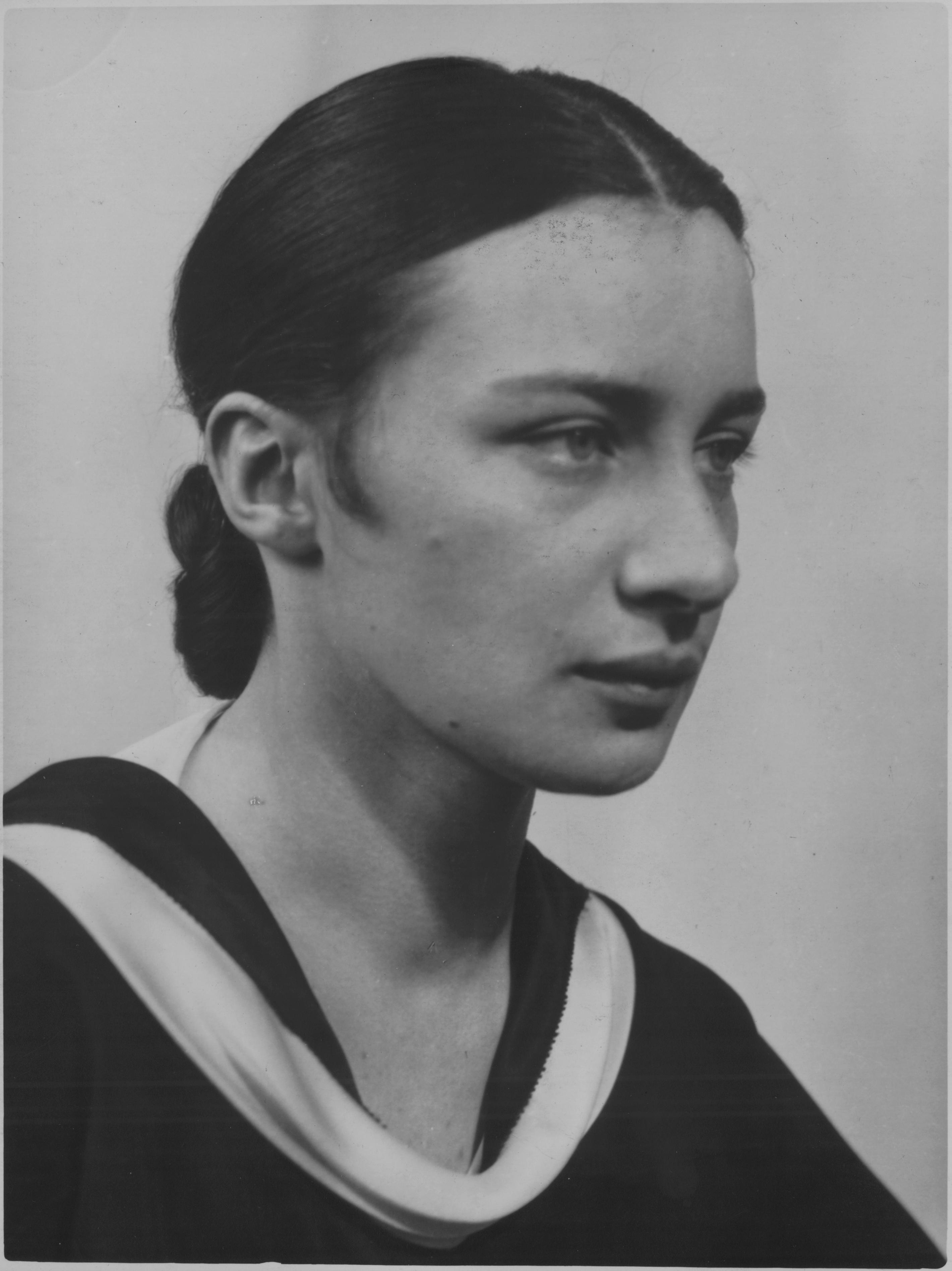
Elizabeth Wyn, 1929

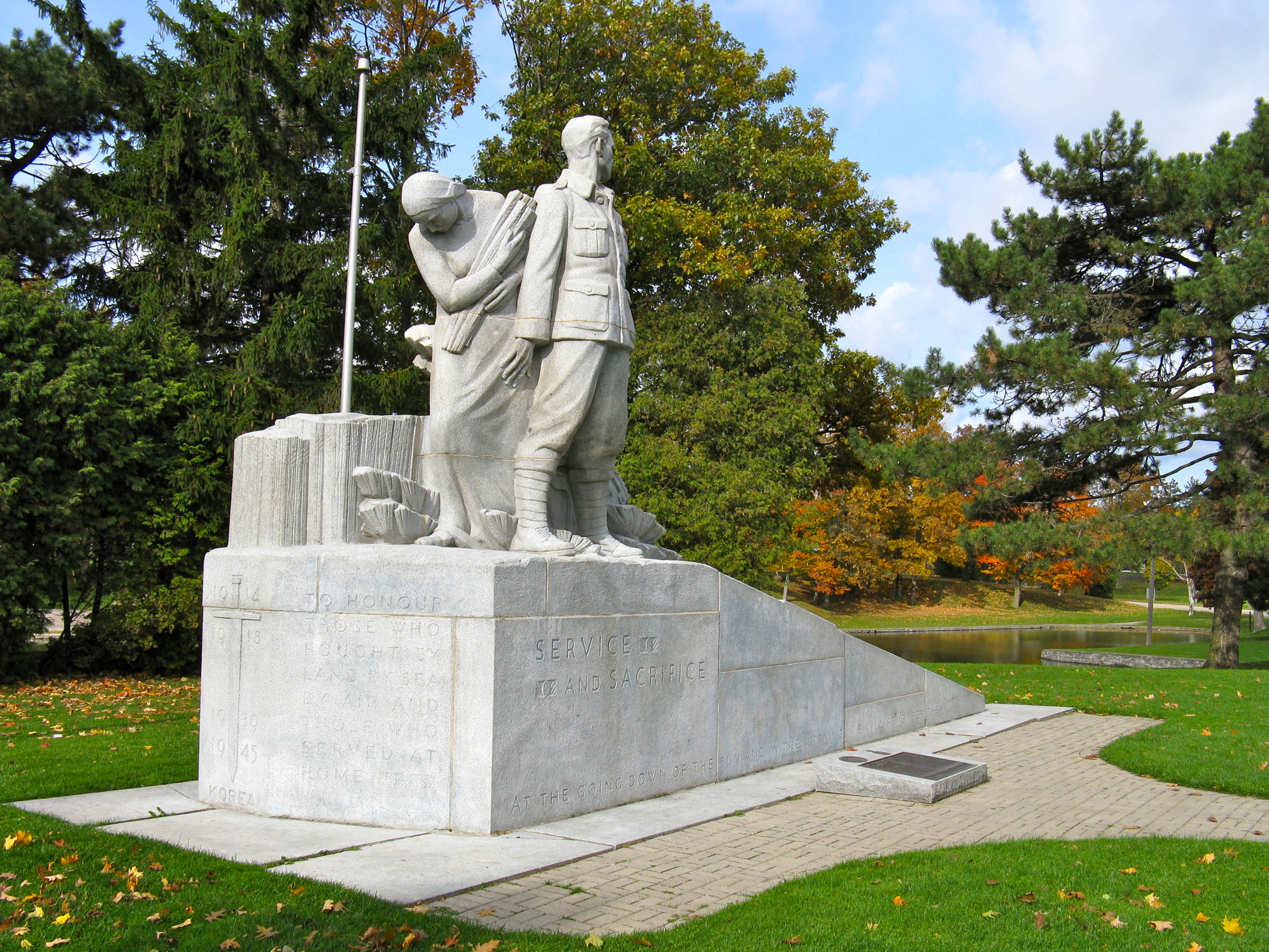
Welland-Crowland-Kriegerdenkmal in Welland, Ontario. Es wurde am 4. September 1939 eingeweiht und war das letzte große Denkmal des Ersten Weltkriegs, das in Kanada errichtet wurde. Entworfen von der kanadischen Bildhauerin Elizabeth Wyn Wood

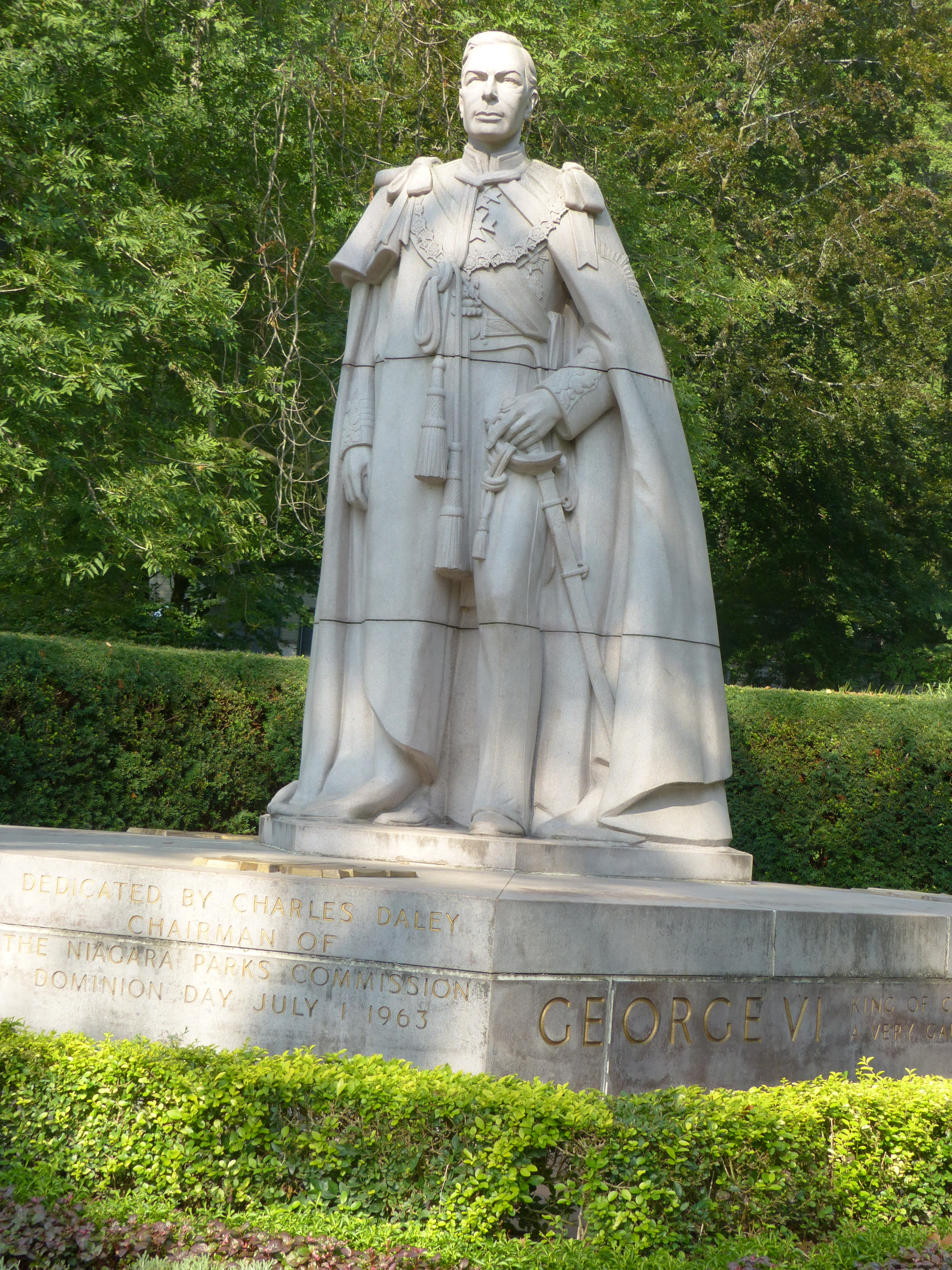
Granitstatue King George VI, Queen Victoria Park, Niagara Falls, Ontario

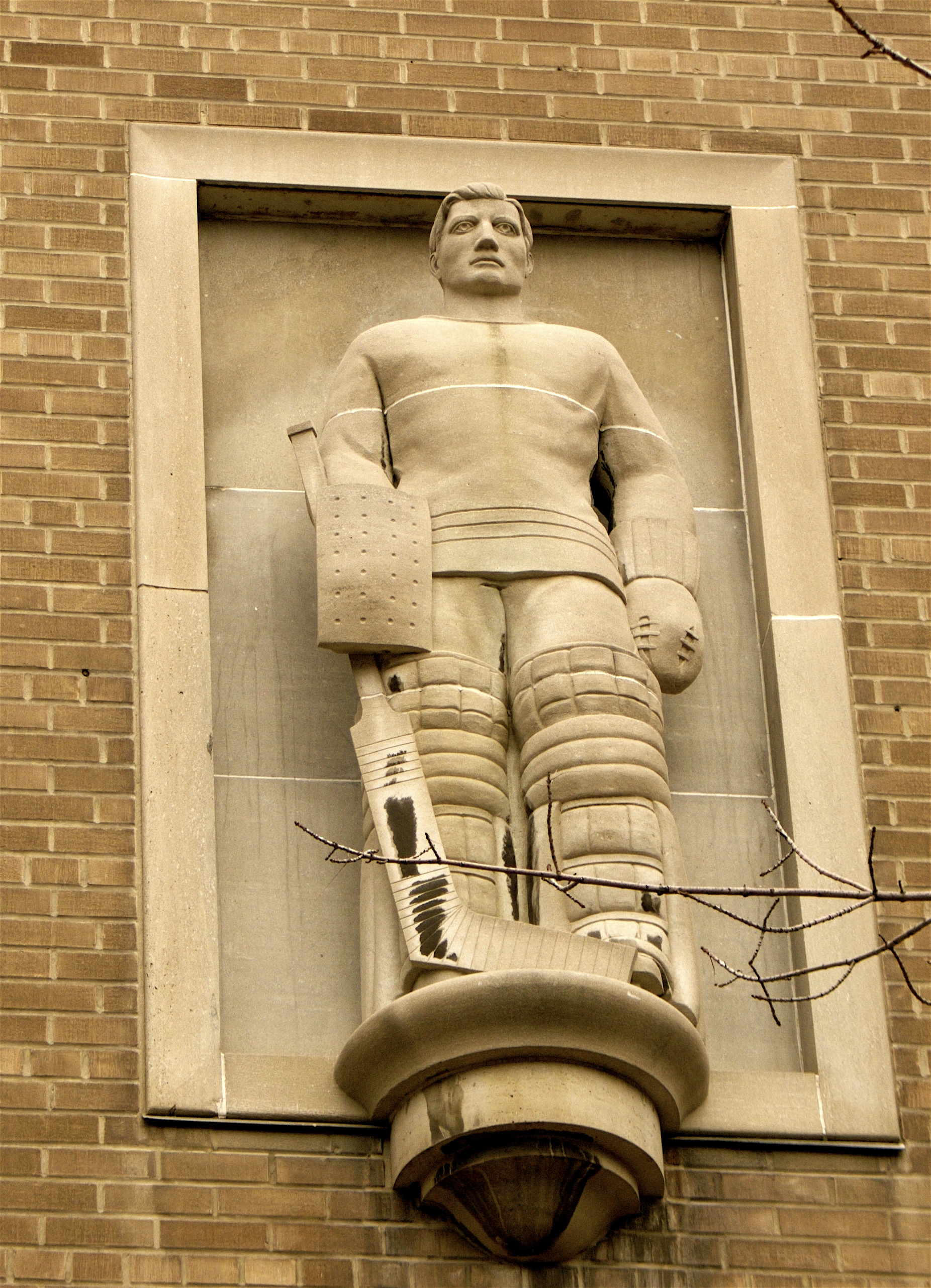
Relief am Eingang zur Ryerson University

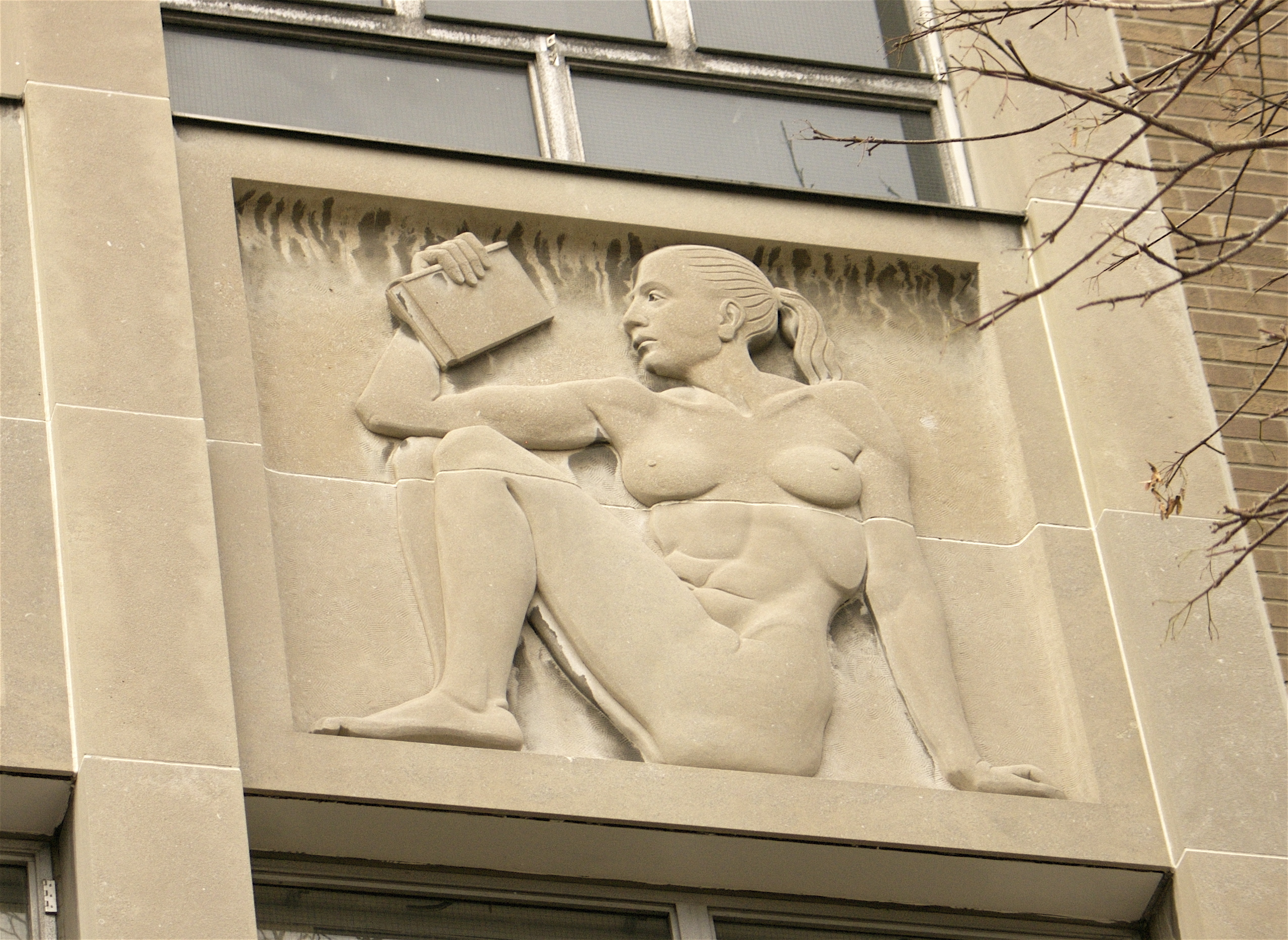
Flachrelief von Elizabeth Wyn Wood an der Ryerson University

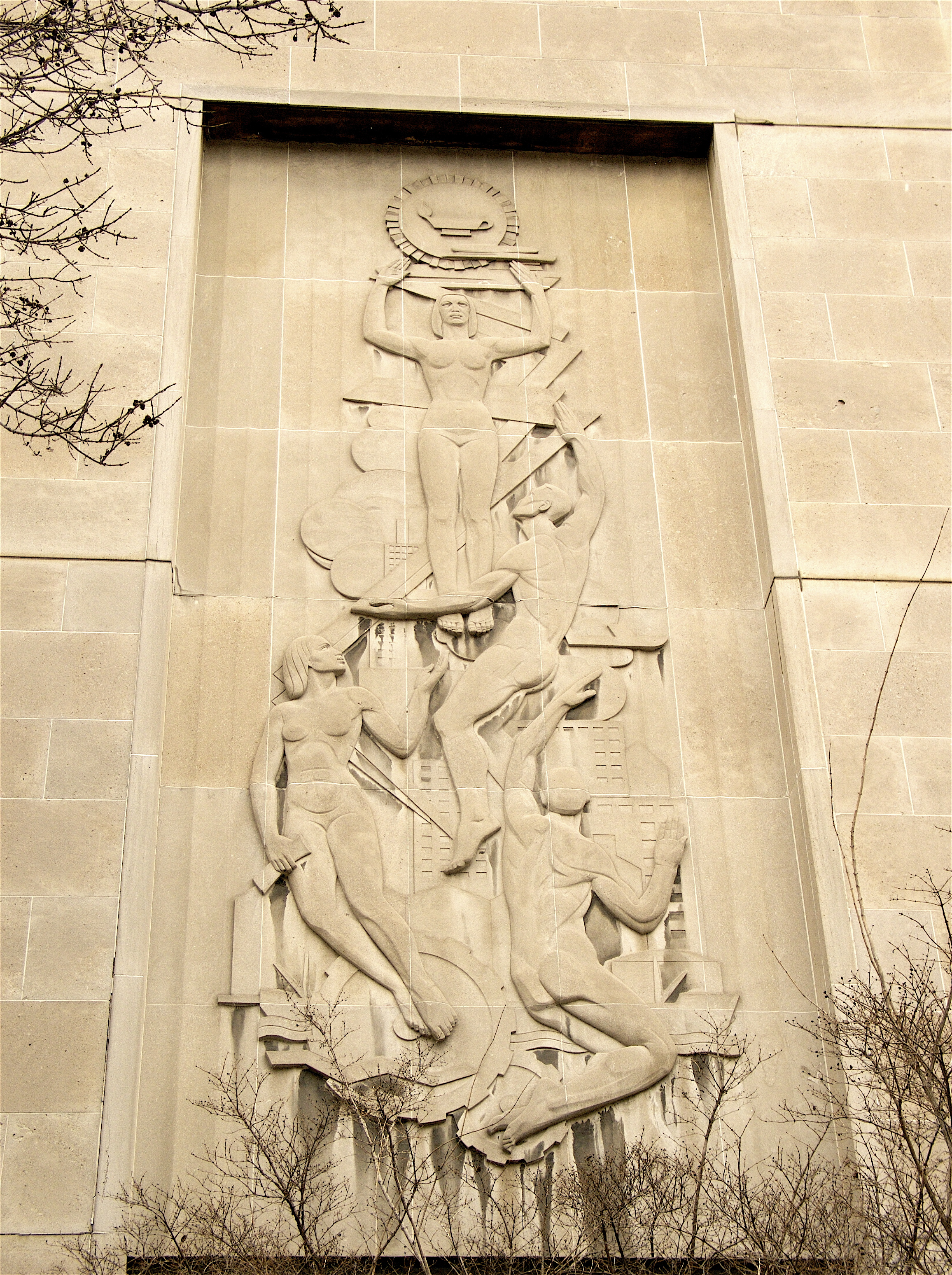
Flachrelief von Elizabeth Wyn Wood an der Ryerson University

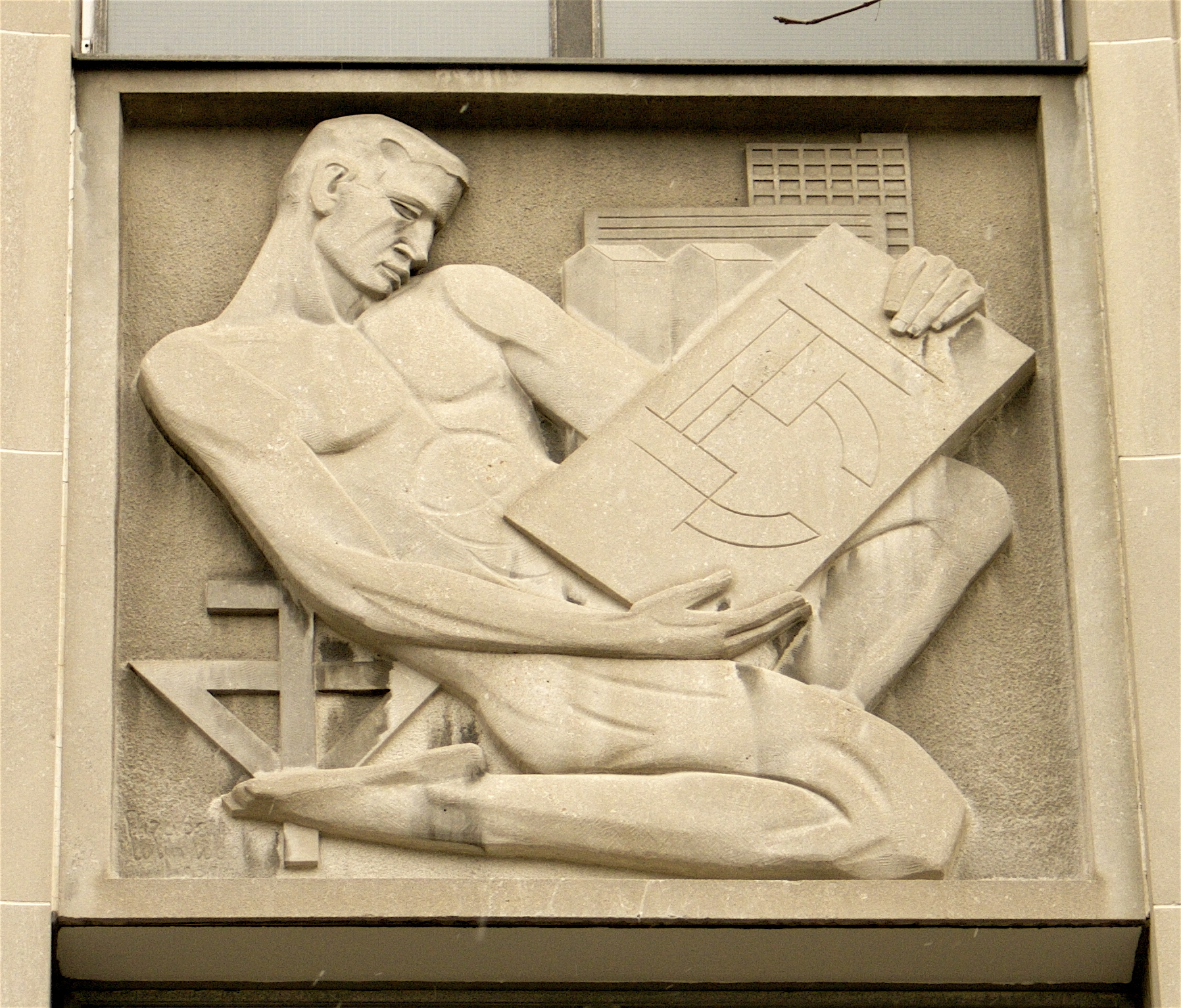
Flachrelief von Elizabeth Wyn Wood aus dem Jahr 1962 für das Ryerson Polytechnical Institute

 Elizabeth Winnifred Wood (* 8. Oktober 1903 in Orillia, Ontario, Kanada; † 27. Januar 1966 in Toronto, Kanada) war eine kanadische Bildhauerin. Sie gehörte zu den Gründungsmitgliedern der Sculptors’ Society of Canada.

## Leben und Werk
Wood wurde als viertes Kind von Sarah Elizabeth Weafer (1864–1952) und Edward Alfred Wood (1860–1915) im Cottage ihrer Familie auf Cedar Island, direkt vor der Küste von Orillia, geboren. Sie besuchte das St. Mildred’s College in Toronto und anschließend das College of Art (OCA) in Toronto. Dort studierte sie bei den Künstlern der Group of Seven Arthur Lismer (1885–1969) und James E. MacDonald (1873–1932). Sie studierte Bildhauerei bei Emanuel Hahn und erhielt 1925 ihren Abschluss am OCA. 1926 heiratete sie Hahn, mit dem sie eine Tochter bekam.
1926 machte sie bei Robert Laurent und Edward McCarton ein zweimonatiges Praktikum an der Art Students League of New York. Während ihres Aufenthalts in New York City verbrachte sie einige Zeit mit dem Studium der altägyptischen Kunst und Bildhauerei.
Zusammen mit Alfred Laliberté, Frances Loring, Florence Wyle und Henri Hébert war sie 1928 Gründungsmitglied der Sculptors’ Society of Canada und von 1933 bis 1935 deren Präsidentin. 1945 war sie Gründungsmitglied des Canadian Arts Council, welches 1958 in Canadian Conference of the Arts umbenannt wurde. Als Ratsmitglied war sie von 1944 bis 1945 als Organisationssekretärin, von 1945 bis 1948 als Vorsitzende des International Relations Committee und von 1945 bis 1948 als Vizepräsidentin tätig. Als Vorsitzende des Foreign Relations Committee beteiligte sie sich an der Organisation der Ausstellung Canadian Women Artists von 74 Künstlerinnen im Riverside Museum und schrieb 1947 das Vorwort des Ausstellungskataloges.
Sie experimentierte mit einer Vielzahl von Themen und unkonventionellen Materialien. Vor allem für ihre modernistischen Landschaftsskulpturen bekannt, schuf sie auch Porträts, Figurenstudien und Denkmäler aus Zinn, Aluminium, Bronze, Granit und Kalkstein. Sie produzierte architektonische Skulpturen und Denkmäler, darunter die 1963 geschaffene Granitstatue von König George IV in Niagara Falls (New York) und von 1940 bis 1942 vier Schnitzereien für den Zufahrtsplatz zur Rainbow Bridge in Niagara Falls. Zu ihren wichtigsten öffentlichen Arbeiten zählen das 1939 eingeweihte Welland-Crowland War Memorial im Chippawa Park, Welland (Ontario), und die Flachreliefskulpturen von 1962 an der Ryerson University in Toronto.
Von 1929 bis 1958 unterrichtete sie an der Central Technical School in Toronto.

## Ehrungen
- 1930: Willingdon Arts Award[3]
- 1966: Aufnahme in die Orillia Hall of Fame
- In Ottawa wurde ihr zu Ehren die Elizabeth Wyn Wood Alternate School benannt[4]

## Mitgliedschaften
- 1928: Sculptors’ Society of Canada
- 1929: Ontario Society of Artists
- 1948: Royal Canadian Academy of Arts[5]

## Veröffentlichungen (Auswahl)
- Art Goes to Parliament. Canadian Art 11.1, 1944, S. 3.
- Canadian Handicrafts. Canadian Art 2.5, 1945.
- Foreword. Canadian Women Artists New York: Riverside Museum, 1947.
- A National Program for the Arts in Canada. Canadian Art 1.3, 1944, S. 93–95, S. 127–128.
- Art and the Pre-Cambrian Shield. Canadian Forum 16.193, 1937, S. 13–15.
- Observations on a Decade ... 1938-1948: Ten Years of Canadian Sculpture. Journal, Royal Architectural Institute of Canada 25.1, 1948, S. 15–19.
- The Beautiful Welland-Crowland War Memorial. Welland Evening Tribune, 2. September 1939.
- The National Gallery. Canadian Forum 13.150, 1933, S. 226–229.